# کوین مورگان (دوچرخه‌سوار)
کوین مورگان (انگلیسی: Kevin Morgan؛ زادهٔ ۳ ژانویهٔ ۱۹۴۸) دوچرخه‌سوار اهل استرالیا است. وی در بازی‌های المپیک تابستانی ۱۹۶۸ شرکت کرده است.